# Federația Libaneză de Fotbal
Federația Libaneză de Fotbal (franceză Fédération Libanaise de Football, arabă الاتحاد اللبناني لكرة القدم) este forul ce guvernează fotbalul în Liban. Se ocupă de organizarea echipei naționale și a altor competiții de fotbal din stat cum ar fi Prima Ligă Liban.